# Angélica Vale
Angélica Vale, egentligen Angélica María Vale Hartman, född 11 november 1975 i Mexico City, är en mexikansk skådespelare, sångare och komiker. Hon är dotter till skådespelaren Angélica María och komikern Raul Vale. Hon har arbetat som skådespelare i nästan trettio år men fick större uppmärksamhet år 2006 då hon blev protagonisten i La Fea Más Bella (Den snyggaste fula tjejen), en mexikansk telenovela, tillsammans med sin mor.

## Filmografi
- Ice Age 2 (2006) (Ellie)
- Una película de huevos (2006) as Bibi (röst)
- La Guerra de los pasteles (1979)
- El Coyote y la bronca (1978)